# Patricio Yáñez
Patricio Nazario Yáñez Candia (* 20. Januar 1961 in Valparaíso) ist ein ehemaliger chilenischer Fußballspieler. Größter Erfolg für den Rechtsaußen war der Gewinn der 1991 mit dem CSD Colo-Colo. Für die Nationalmannschaft nahm er an der Fußball-Weltmeisterschaft 1982 in Spanien teil und absolvierte insgesamt 43 Länderspiele, in denen er 5 Tore erzielte.

## Karriere

### Verein
Schon als junger Spieler war Patricio Yáñez an seiner Schule, dem Liceo de Quilpué, für seine Sprintschnelligkeit bekannt. 1977 debütierte Yáñez in der Profimannschaft des CD San Luis de Quillota. Durch die in Spanien stattfindende Weltmeisterschaft hatte der junge Spieler Kontakt zum Spielervermittler Josep María Minguella, der ihn zum FC Barcelona lotsen wollte, doch dort war er für die Zweitvertretung in der Segunda División vorgesehen. Letztlich wechselte Yáñez zu Real Valladolid, bei dem er vier Jahre unter Vertrag stand, in der letzten Saison aber an Real Saragossa verliehen wurde. Mit Valladolid gewann Yáñez die Copa de la Liga 1984. Ab 1987 spielte er noch für Real Betis Sevilla und ging 1990 zurück in sein Heimatland, wo er erst für Universidad de Chile spielte und sich nach einem Jahr dem CSD Colo-Colo anschloss. Mit Colo-Colo wurde Yáñez 1991 und 1993 chilenischer Meister und holte 1994 die Copa Chile. Größter Erfolg war jedoch der Gewinn der Copa Libertadores 1991 unter Trainer Mirko Jožić, auch wenn Yáñez im Finale gegen den paraguayischen Vertreter Club Olimpia nicht zum Einsatz kam.

### Nationalmannschaft
Für die chilenische Nationalmannschaft spielte Patricio Yáñez erstmals am 13. Juni 1979 im Freundschaftsspiel gegen Ecuador. Bei seinem ersten großen Turnier, der Copa América 1979, kam er in fünf Partien zum Einsatz und erzielte seinen ersten Länderspieltreffer beim 7:0-Erfolg in der Gruppenphase gegen Venezuela. Chile kam bis ins Finale, verlor dort aber knapp gegen Paraguay.
Yáñez gehörte zu Chiles Kader bei der Fußball-Weltmeisterschaft 1982 in Spanien. Er war in allen drei Spielen als Startelfspieler gesetzt, allerdings schied Chile nach drei Niederlagen gegen Österreich, Deutschland und Algerien in der Vorrunde aus. Für die darauffolgende Weltmeisterschaft in Mexiko absolvierte er vier Partien. In der Qualifikation zog Chile nach Platz in der Gruppenphase hinter Uruguay im Play-off-Finale gegen den Paraguay den Kürzeren.
Bei der Qualifikation zur Fußball-Weltmeisterschaft 1990 kam es im Spiel gegen Brasilien zum Eklat, als Chile im Maracanã von Rio de Janeiro gewinnen musste, um sich für das in Italien stattfindende Endturnier zu qualifizieren. Nach einem Treffer von Brasiliens Careca flog in der 67. Spielminute beim Stand von 0:1 aus Chiles Sicht ein Feuerwerkskörper auf das Spielfeld. Chiles Torwart Roberto Rojas ging blutend zu Boden, das Spiel wurde abgebrochen. Yáñez zeigte den brasilianischen Fans eine Geste, bei der er sich an seine Genitalien fasste. In Chile ist diese Geste als Pato Yáñez bekannt. Später stellte sich anhand der Fernsehbilder heraus, dass Torwart Rojas sich die Kopfverletzung absichtlich mit einer im Torwarthandschuh versteckten Rasierklinge selbst zugefügt hatte. Das Spiel wurde mit 2:0 für Brasilien gewertet und Chile von der FIFA gesperrt.
Bei seinem letzten Turnier als Nationalspieler, der Copa América 1991 in Paraguay, lief das Turnier für sein Team und auch ihn persönlich besser. Nachdem er im ersten Spiel gegen Venezuela gar nicht und in den zwei Spielen danach als Einwechselspieler fungiert hatte, stand er beim entscheidenden Gruppenspiel gegen Paraguay in der Startelf. Chile gewann souverän mit 4:0 und zog in die Finalrunde ein. Nach zwei Unentschieden und einer Niederlage beendete Chile das Turnier als Dritter.
Sein letztes Spiel im Trikot der chilenischen Nationalmannschaft absolvierte Yáñez am 16. November 1994. Chile verlor das Freundschaftsspiel gegen sein Nachbarland Argentinien mit 0:3. Insgesamt kommt Yáñez auf 43 Länderspieleinsätze und fünf Tore.

### Nach der Karriere
Seit 2014 arbeitete Patricio Yáñez als Sportkommentator für Fox Sports Chile. Zuvor war er schon bei verschiedenen Fernsehsendern wie TVN, Canal 13, Chilevisión, Telecanal and Vive! Deportes und auch Radioübertragungen wie Radio Bío Bío als Kommentator tätig. Von Juli 2014 bis Januar 2019 kommentierte er für den Canal de Fútbol. 2020 gehörte er zum Team von ESPN Chile.

## Erfolge
San Luis de Quillota
- Meister der Segunda División: 1980

Real Valladolid
- Copa de la Liga-Sieger: 1984

CSD Colo-Colo
- Chilenischer Meister (2): 1991, 1993
- Chilenischer Pokalsieger: 1994
- Sieger der Copa Libertadores: 1991
- Sieger der Copa Interamericana: 1992
- Sieger der Recopa Sudamericana: 1992